# Chevillé
Chevillé település Franciaországban, Sarthe megyében. Lakosainak száma 357 fő (2022. január 1.). Chevillé Brûlon, Avessé, Chantenay-Villedieu, Fontenay-sur-Vègre, Poillé-sur-Vègre és Saint-Ouen-en-Champagne községekkel határos.

## Népesség
A település népességének változása:
| Lakosok száma | 408  | 407  | 415  | 411  | 396  | 382  | 367  | 363  | 357  |
|               | 2013 | 2015 | 2016 | 2017 | 2018 | 2019 | 2020 | 2021 | 2022 |